# Alfonso II di Napoli
Alfonso II d'Aragona, ramo di Napoli (Napoli, 4 novembre 1448 – Messina, 18 dicembre 1495), fu duca di Calabria e poi re di Napoli dal 25 gennaio 1494 al 23 gennaio 1495.

## Biografia

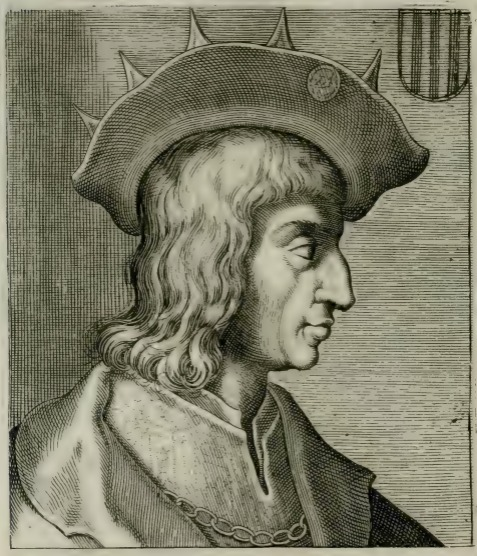
Alfonso raffigurato nell'opera Ritratti di cento capitani illustri di Aliprando Caprioli, 1596

Primogenito di Ferrante d'Aragona e della sua prima moglie Isabella di Chiaromonte (figlia di Tristano Conte di Copertino e di Caterina Orsini di Taranto) fu cugino di Ferdinando il Cattolico (re d'Aragona e co-reggente con la moglie Isabella di Castiglia, della Spagna unificata). Nel 1458, alla morte del nonno Alfonso il Magnanimo, suo padre Ferrante divenne Re di Napoli e Alfonso fu investito duca di Calabria. Nel 1463 morì suo zio Giovanni Antonio Orsini Del Balzo, Principe di Taranto, che lasciò in eredità al quindicenne Alfonso alcuni dei suoi possedimenti.
Quando, nel 1465, sua madre Isabella di Clermont morì, Alfonso ereditò i suoi possedimenti feudali, compreso il diritto al trono di Gerusalemme. Nel settembre dello stesso anno 1465 il duca di Calabria sposò a Napoli in una cerimonia fastosa Ippolita Maria Sforza, figlia di Francesco Sforza (il matrimonio per procura si era svolto a Milano nella primavera precedente). Nel 1467, non ancora ventenne, intervenne in aiuto dei Fiorentini contro Venezia, acquistando fama di ottimo capitano.

### La guerra della congiura dei Pazzi
A seguito della congiura dei Pazzi, nel 1478 il regno di Napoli e la Chiesa mossero guerra a Firenze. Alfonso si trovò così a combattere contro il cognato Ercole d'Este, capitano generale della lega antipontificia. Come sempre spavaldo, egli cercava di mettere soggezione nel nemico. Un giorno si divertì, per esempio, a terrorizzare l'ambasciatore estense: lo condusse con sé presso un monastero diroccato, che usava come avamposto, proprio sotto certe finestre dalle quali i nemici con le spingarde bersagliavano continuamente i napoletani. L'ambasciatore, terrorizzato, lo supplicò di allontanarsi il più rapidamente possibile, ma Alfonso lo tenne fermo per le mani e per le braccia, impedendogli di fuggire, talché l'ambasciatore esclamò: "signore mio, io non voglio stare qui, perché me ne moro di paura!". Alfonso e Federico di Urbino occuparono Siena il 20 febbraio 1479, ma il pericolo turco e la strage di Otranto (agosto 1480) costrinsero il duca di Calabria a rientrare nel Regno immediatamente nel regno di Napoli.

### La guerra di Otranto
Mentre la flotta cristiana (costituita da galee napoletane, pontificie, siciliane e spagnole) entrava in Adriatico e si stanziava a Brindisi, Alfonso da terra si preparava ad assediare Otranto con un grosso esercito di 15.000 uomini e 3.000 cavalieri e nei primi di aprile del 1481 convocò i principali notabili del regno a Lecce per decidere il da farsi. Nel maggio 1481 la morte del sultano Maometto II portò al trono il figlio Bayezid II, il quale non nutriva interesse nella campagna militare italiana. Approfittando della congiuntura favorevole, gli sforzi dell'esercito cristiano intorno alla città di Otranto aumentarono, ma i turchi non avevano alcuna intenzione ad arrendersi e continuavano ad adoperare le loro artiglierie contro gli assedianti. La lunga guerra di logoramento ebbe una svolta decisiva nel luglio 1481, quando giunsero gli attesi rinforzi papali e dopo un mese, gli aragonesi sferrarono un nuovo assalto. I turchi furono costretti dopo una disperata resistenza a cedere e accettare una resa dignitosa. Il 10 settembre 1481 riconsegnarono la città al duca Alfonso di Calabria, arrendendosi onorevolmente e tornando a Valona: i turchi restituivano una città ridotta a un cumulo di macerie, nella quale erano sopravvissuti solo 300 abitanti. Alfonso rientrò trionfalmente in Napoli il 25 ottobre 1481.

### La guerra di Ferrara
Scoppiata la guerra di Ferrara, l'esercito napoletano invase lo Stato pontificio, alleato dei Veneziani contro Ercole I d'Este, ma il 21 agosto 1482 Alfonso venne attaccato e sconfitto nella Battaglia di Campomorto dal comandante dei Veneziani, Roberto Malatesta, giunto in soccorso del pontefice Sisto IV.
In questa occasione il cronista forlivese Andrea Bernardi lo descrive "uno lione scadenato [...] molte dela sela ne scavalcava. E dela gram prova che lui feva come al brande siria bastato al conte Rolando. [...] Butava fogo quelle zorne per boca che pareva uno serpento, dicando: suso valentemente, paladine mei, che hoze serà l'onore nostre, che quase el campo dili nomice è rotte!"
L'anonimo autore del Corpus Chronicorum Bononiensium attribuisce la causa della disfatta alla soverchia animosità di Alfonso, sollecito più a combattere di persona che non a governare il proprio esercito: "e fu ditti per quili che funo nel fato d'arme che non fui mai uno paladino in fare fato d'arme quanto fu el ducha de Chalabria, ma fu rotto per tropo atendere a rompere lanze e menare le man perché non avea raxon a ghovernave le zente per l'apetito grando de menare a conbatere".
Il conflitto si concluse la riappacificazione tra il papa e re Ferrante nel Natale del 1482.
Nominato nel gennaio del 1483 capitano generale della Lega contro i Veneziani, Alfonso poté giungere a Ferrara in soccorso della sorella Eleonora. Qui diede subito una festa in castello, per dimostrare ai veneziani di non aver paura di loro. Il suo arrivo risollevò veramente le sorti della guerra, poiché riuscì a ottenere le prime vittorie sui nemici. Ebbe la meglio su Roberto di San Severino giungendo fino alle porte di Verona e, costretta Venezia alla pace (7 agosto 1484), poté ritornare nel regno di Napoli.

### La congiura dei Baroni
Qui la situazione era tutt'altro che tranquilla, a causa dell'inquieto atteggiamento dei baroni napoletani contro il re, che sfociò nella famosa congiura dei Baroni (1485). Il comportamento del duca di Calabria in quegli avvenimenti è noto, teso com'era a rafforzare l'autoritarismo dello stato. Alfonso non ebbe scrupoli nel consigliare al padre le più severe misure repressive, procurandosi odio e sospetto da parte della nobiltà feudale del Regno che fu duramente colpita, giustiziata o esiliata.

Impresa dei tre Diademi del re

### Ascesa al trono e calata di Carlo VIII

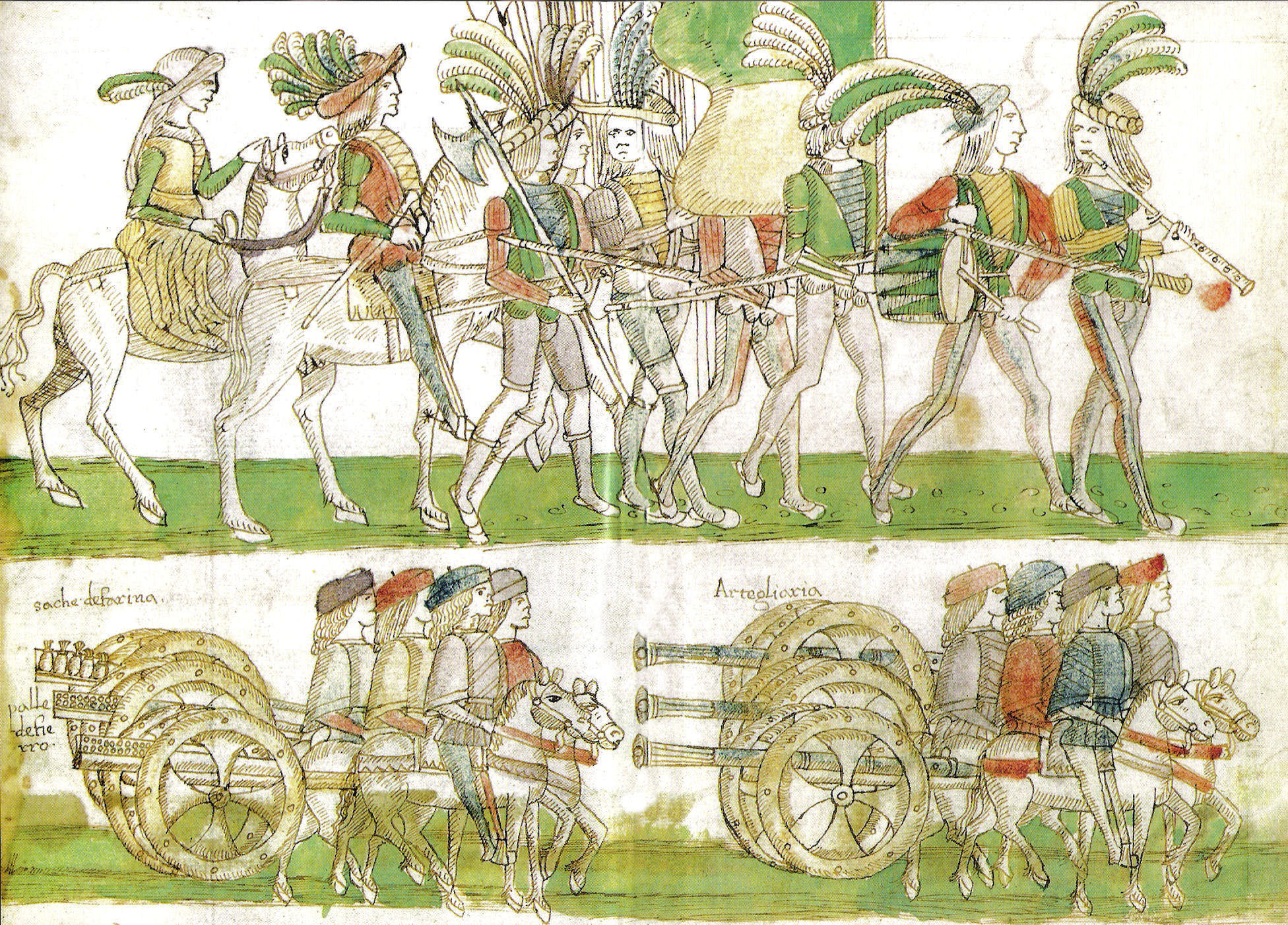
Ingresso dei francesi in Napoli (il 22 febbraio 1495), dalla Cronaca figurata del Quattrocento di Melchiorre Ferraiolo

Alla morte del padre, nel gennaio del 1494 Alfonso ascese al trono come re di Napoli e di Gerusalemme.
Il suo era destinato a essere un regno breve poiché, al momento dell'ascesa al trono, l'invasione dell'Italia da parte del Re di Francia Carlo VIII era ormai imminente. Carlo, istigato da Ludovico Sforza che aspirava a prendere il potere del Ducato di Milano ai danni del nipote Gian Galeazzo, genero di Alfonso, era intenzionato a restaurare gli Angioini sul trono di Napoli e a mettere le mani anche sul titolo correlato di Re di Gerusalemme. Carlo invase l'Italia nel settembre del 1494.
Alfonso, terrorizzato da una serie di cattivi presagi, come strani incubi notturni (forse attribuibili al ricordo delle sue vittime), il 23 gennaio 1495 abdicò in favore di suo figlio Ferrandino e fuggì in Sicilia, dove si rinchiuse in un monastero di monaci olivetani nella città di Mazara, mentre Carlo VIII entrava nel Regno raggiungendo Napoli il 22 febbraio 1495. Alfonso II morì a Messina alcuni mesi dopo.                               
(Dragoncino da Fano, in El lamento del Reame di Napoli. Guerre in ottava rima, vol. 3, cap. 1.1, 1528)

## Aspetto e personalità
In giovane età fu descritto da dame e ambasciatori come un giovane molto bello, «tanto grazioxo che non se poria dire», ma «tanto vivo ch'el non poria stare fermo meza hora». Medici e ambasciatori si sorprendevano della sua resistenza fisica, poiché riusciva a mantenersi in salute pur mangiando e bevendo pochissimo e spesso di fretta, stando continuamente occupato in diverse attività durante il giorno e riposando poche ore la notte, che passava continuamente con la moglie.

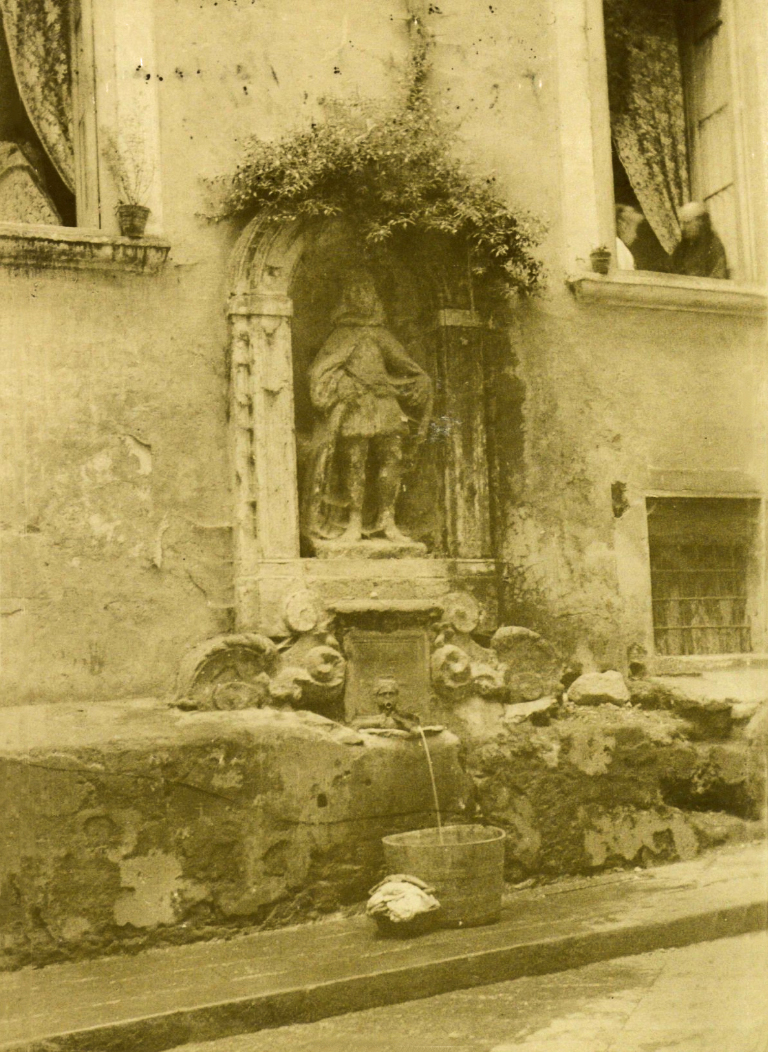
Edicola con la quattrocentesca fontana di via Mezzocannone e la statua di Alfonso II

Fu soprannominato il Guercio dal popolo poiché aveva l'occhio sinistro segnato, non si sa tuttavia se da malattia, da ferita o dalla nascita. Secondo altri storici ciò fu invece per il suo sguardo truce e l'abitudine di guardare storto. Francesco Pansa giudica invece che fosse strabico. In linguaggio cifrato fu anche soprannominato La crudeltà.
Ebbe eccezionali doti di militare e trascorse gran parte della sua vita sui campi di battaglia, conducendo vita da soldato. Andrea Bernardi ne dice che, in seguito alla morte del famoso condottiero Roberto Sanseverino, Alfonso rimase il primo armigero d'Italia.
(Aliprando Caprioli, Ritratti et elogii di capitani illustri. p. 236.)
Fu però temutissimo e odiatissimo dal popolo napoletano per avere offeso i propri sudditi con «crudelissimi insulti et iniurie», per essersi reso colpevole dei crimini più nefandi, quali «violar virgine, prender per suo dilecto le donne d'alttri» e per praticare il «vitio detestando et abominevole de la sodomia».
Riporta per esempio l'anonimo autore del Chronicum venetum – ma va ricordato che i veneziani erano nemici giurati dei napoletani e degli Aragona in particolare – che «volendo narrare la tirannia, la crudeltà, i lussuriosi e disonesti appetiti, i tradimenti, i rubbamenti, gli assassinamenti, gli omicidj del Re Ferrante e di Alfonso d'Aragona suo primogenito duca di Calabria, padre di tradimenti, conservatore di ribaldi, non mi basterebbe un gran libro: che credo che Nerone fusse santo appresso di questi tiranni».
Al di là delle possibili esagerazioni di fazione nemica, molti episodi della vita di Alfonso confermano questi aspetti del suo carattere, come il fatto che espropriò numerose terre senza offrire alcun compenso ai legittimi proprietari (i quali, si dice, ne morirono di dolore) per la costruzione della villa di Poggioreale, e che allo stesso modo sfrattò le monache della Maddalena per la costruzione della villa detta della Duchesca. Ottenne pure per i Como – amici di famiglia – lo splendido giardino che tal Francesco Scannasorice possedeva adiacente al loro palazzo: l'uomo aveva rifiutato numerose volte di cedere ai Como il giardino, nonostante le generose offerte di denaro, ma non osò tuttavia opporre un rifiuto al temibilissimo duca di Calabria. I napoletani ne avevano tanto terrore che alla morte di re Ferrante corsero tutti quanti a barricarsi in casa gridando «serra! serra!», neppure fossero inseguiti dai nemici. La stessa moglie Ippolita Maria Sforza ne sperimentò la crudeltà allorché, sposi da poco, gelosa del marito mandò un proprio fidato servitore, tale Donato, a tenere d'occhio Alfonso nei suoi spostamenti, e la reazione di Alfonso nei confronti di Donato fu di tale sconsideratezza che Ippolita scrisse addoloratissima alla madre in una propria lettera: «questa cosa de Donato che non me scordarò mai [...] non una ferita al core, ma credo se apresse per mezzo tanto fu el dolore mio et serà».
Non fu un caso se, allorquando la situazione del regno si fece disperata, Alfonso decise di abdicare in favore del figlio, poiché egli era tanto odiato per i propri vizi e crudeltà quanto viceversa Ferrandino amato per le proprie virtù e giustizia.

## Gli amori
Stando ai Successi tragici et amorosi di Silvio Ascanio Corona, una raccolta seicentesca di novelle nelle quali si raccolgono – o almeno sembra – i segreti dei membri della corte aragonese di Napoli, Alfonso fu prodigo di amori, non differendo così dal padre Ferrante.
Sua prima amante fu Isabella Stanza, damigella della madre Isabella di Chiaramonte; la relazione durò però poco, in quanto non appena la madre – donna castissima e religiosissima – ebbe sentore della tresca, provvide a maritare Isabella a Giovan Battista Rota, nobile molto affezionato alla fazione aragonese, e ad allontanarla così dal figlio.

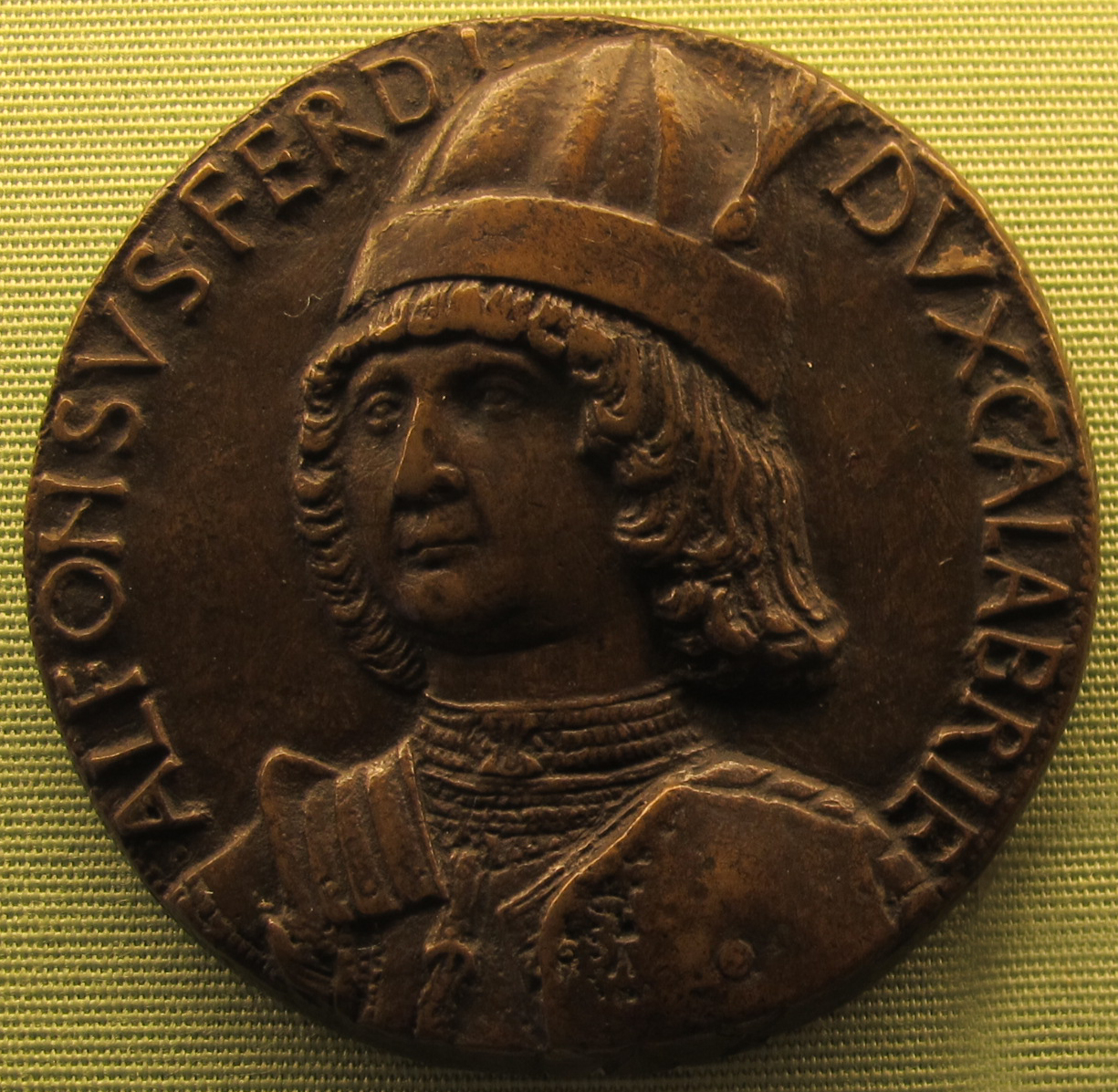
Medaglia di Alfonso in armatura, Andrea Guazzalotti, 1481.

Dopo di lei Alfonso ebbe la sua amante più nota, ossia Trogia Gazzella, che condusse a corte. Stancatosi di Trogia, s'invaghì di Francesca Caracciolo detta Ceccarella, la quale, fedele al marito, non lo corrispondeva. Alfonso la fece rapire e per più giorni ne abusò a proprio piacimento, finché il padre e il marito della donna sollecitarono re Ferrante perché persuadesse il figlio a rilasciarla. Ceccarella si ritirò dunque nel convento di San Sebastiano, dove poco dopo morì di dolore. Alfonso, sdegnato, fece allora trucidare il padre di lei, Muzio Caracciolo, mentre il marito Riccardo temendo per la propria vita prese l'abito monastico.
Amò quindi Maria d'Avellanedo, nobile spagnola e damigella della sua matrigna Giovanna, poi sposata ad Alfonso Caracciolo cavaliere del seggio di Capuana, quindi una nobildonna della famiglia di Montefuscolo, poi sposata a Galeotto Pagano del seggio di Porto, e Laura Crispano, che ebbe con la forza e che sposò poi al proprio cameriere Angelo Crivelli milanese.
Amò – così si disse – anche i bei giovani, e fra questi Diego Cavaniglia, Giovanni Piscicelli, Onorato III Caetani (che fu anche suo genero), e un tale Romanello. Fu sentimentalmente legato anche ad alcuni propri paggi. La pratica della sodomia, secondo l'antico uso greco, era del resto molto diffusa un po' dovunque a quell'epoca, nonostante fosse ufficialmente vietata, e non ne furono esenti i suoi altri parenti.

## Discendenza

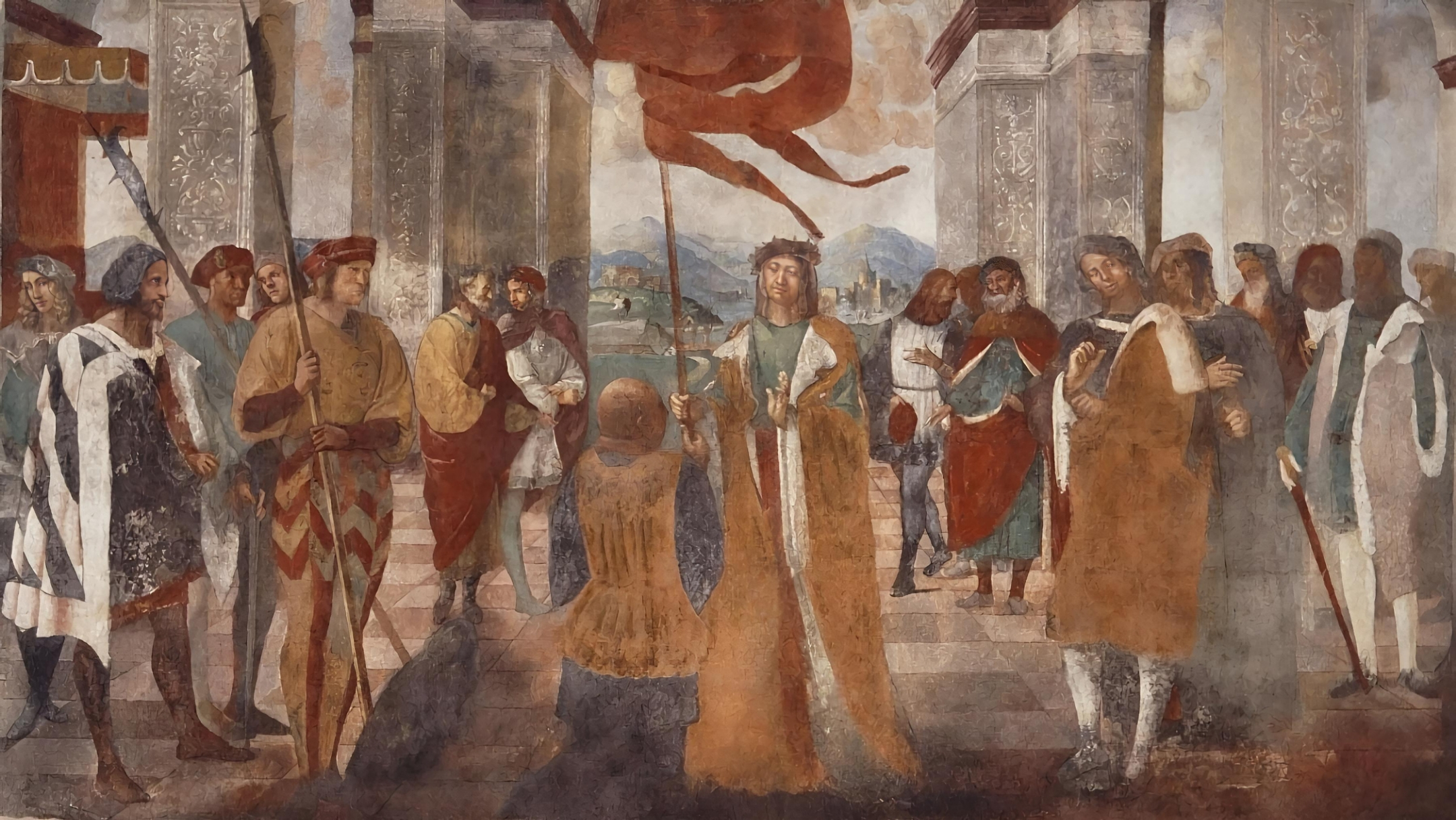
Re Alfonso II consegna uno stendardo a Niccolò Orsini, affresco attribuito a Girolamo Romanino e datato 1508-1509, Museo di belle arti di Budapest

Alfonso sposò Ippolita Maria Sforza il 10 ottobre 1465 a Milano. Ne ebbe tre figli:
- Ferdinando (nato il 26 giugno 1467), detto Ferrandino, dal 23 gennaio 1495 re di Napoli, anch'egli per appena un anno;
- Isabella (nata il 2 ottobre 1470), duchessa di Milano (per matrimonio con Gian Galeazzo Sforza) e poi duchessa di Bari;
- Pietro (nato il 31 marzo 1472, morto 17 febbraio 1491)[19], principe di Rossano[20].

Ebbe due figli illegittimi dalla sua amante Trogia Gazzella:
- Sancia d'Aragona (nata nel 1478 a Gaeta), che sposò Goffredo Borgia;
- Alfonso d'Aragona (nato nel 1481 a Napoli), Principe di Salerno, Duca di Bisceglie e secondo marito di Lucrezia Borgia.

I due figli avuti da Trogia furono il tramite con il quale la dinastia aragonese di Napoli suggellò l'alleanza con papa Alessandro VI Borgia. Più che in segno di vera alleanza, i due matrimoni furono architettati dal Borgia con l'intento di portare uno dei suoi figli sul trono di Napoli, secondo quel disegno politico già accarezzato da papa Callisto III, zio di Alessandro VI. A nove anni Sancia venne maritata a Onorato Gaetani, nipote dell'omonimo nonno, fedelissimo di Ferrante, ma il matrimonio fu sciolto, sebbene consumato, e nel 1494 la figlia del re, a sedici anni, sposò Goffredo, tredicenne figlio del papa.
Il legame con i Borgia fu stretto a doppio filo, poiché l'altro figlio, Alfonso di Bisceglie, sposò nel 1498 a Roma la figlia del pontefice, Lucrezia Borgia. Ma l'alleanza fu breve: con la caduta della dinastia aragonese dal trono di Napoli, Alessandro VI ritenne ormai inutile la parentela con i reali spodestati e inoltre Cesare Borgia arrivò addirittura a ordinare l'assassinio del cognato, accusandolo a sua volta di avere ordito una congiura a suo danno.
Da Maria d'Avellanedo ebbe due figli, Francesco e Carlo, ambedue morti in giovane età.
Da Laura Crispano ebbe una bambina morta in fasce.

## Influenza culturale

### Letteratura
Alfonso compare come personaggio:
- nella tragedia "Ferrante" di Giuseppe Campagna (1842), ispirata agli eventi conclusivi della famosa Congiura dei Baroni del 1485-1486.
- nel fumetto "Gli 800 Martiri – La presa di Otranto" di Franco Baldi e Giovanni Ballati (2017).

### Teatro
Il personaggio Alonso dell'opera teatrale di William Shakespeare "La tempesta" è basato sulla figura storica di Alfonso II.

### Televisione
- Nella serie televisiva canadese del 2011-2013 I Borgia, Alfonso è interpretato da Augustus Prew.
- Nella serie televisiva italo-francese del 2011-2014 I Borgia, Alfonso è interpretato da Raimund Wallisch.
- Nella serie britannico-statunitense di genere storico-fantastico del 2013-2015 Da Vinci's Demons, Alfonso è interpretato da Kieran Bew.
- Nella serie televisiva anglo-italiana del 2016-2019 I Medici, Alfonso è interpretato da Marco Foschi e doppiato in originale da Frank Blake.

## Ascendenza
|                           |                               |                                | Genitori                       |  |  | Nonni |  |  | Bisnonni                |  |  | Trisnonni               |  |
|                           |                               |                                |                                |  |  |       |  |  | Ferdinando I di Aragona |  |  | Giovanni I di Castiglia |  |
|                           |                               |                                |                                |  |  |       |  |  | Ferdinando I di Aragona |  |  | Giovanni I di Castiglia |  |
|                           |                               | Eleonora d'Aragona             |                                |  |  |       |  |  | Ferdinando I di Aragona |  |  |                         |  |
| Alfonso V d'Aragona       |                               |                                |                                |  |  |       |  |  | Ferdinando I di Aragona |  |  |                         |  |
|                           |                               | Eleonora d'Alburquerque        | Sancho Alfonso d'Alburquerque  |  |  |       |  |  |                         |  |  |                         |  |
|                           |                               | Eleonora d'Alburquerque        | Sancho Alfonso d'Alburquerque  |  |  |       |  |  |                         |  |  |                         |  |
|                           |                               | Eleonora d'Alburquerque        | Beatrice del Portogallo        |  |  |       |  |  |                         |  |  |                         |  |
| Ferdinando I di Napoli    |                               | Eleonora d'Alburquerque        |                                |  |  |       |  |  |                         |  |  |                         |  |
|                           |                               | Enrico Carlino                 | …                              |  |  |       |  |  |                         |  |  |                         |  |
|                           |                               | Enrico Carlino                 | …                              |  |  |       |  |  |                         |  |  |                         |  |
|                           |                               | Enrico Carlino                 | …                              |  |  |       |  |  |                         |  |  |                         |  |
| Gueraldona Carlino        |                               | Enrico Carlino                 |                                |  |  |       |  |  |                         |  |  |                         |  |
|                           |                               | Isabella Carlino               | …                              |  |  |       |  |  |                         |  |  |                         |  |
|                           |                               | Isabella Carlino               | …                              |  |  |       |  |  |                         |  |  |                         |  |
|                           |                               | Isabella Carlino               | …                              |  |  |       |  |  |                         |  |  |                         |  |
| Alfonso II di Napoli      |                               | Isabella Carlino               |                                |  |  |       |  |  |                         |  |  |                         |  |
|                           | Deodato II di Clermont-Lodève | Bérenger VI de Clermont-Lodève |                                |  |  |       |  |  |                         |  |  |                         |  |
|                           | Deodato II di Clermont-Lodève | Bérenger VI de Clermont-Lodève |                                |  |  |       |  |  |                         |  |  |                         |  |
|                           | Deodato II di Clermont-Lodève | …                              |                                |  |  |       |  |  |                         |  |  |                         |  |
| Tristano di Chiaromonte   | Deodato II di Clermont-Lodève |                                |                                |  |  |       |  |  |                         |  |  |                         |  |
|                           |                               | Isabella di Roquefeuil         | Arnaud III de Roquefeuil       |  |  |       |  |  |                         |  |  |                         |  |
|                           |                               | Isabella di Roquefeuil         | Arnaud III de Roquefeuil       |  |  |       |  |  |                         |  |  |                         |  |
|                           |                               | Isabella di Roquefeuil         | Hélène de Gourdon de Castelnau |  |  |       |  |  |                         |  |  |                         |  |
| Isabella di Chiaromonte   |                               | Isabella di Roquefeuil         |                                |  |  |       |  |  |                         |  |  |                         |  |
|                           |                               | Raimondo Orsini del Balzo      | Nicola Orsini                  |  |  |       |  |  |                         |  |  |                         |  |
|                           |                               | Raimondo Orsini del Balzo      | Nicola Orsini                  |  |  |       |  |  |                         |  |  |                         |  |
|                           |                               | Raimondo Orsini del Balzo      | Giovanna di Sabrano            |  |  |       |  |  |                         |  |  |                         |  |
| Caterina Orsini del Balzo |                               | Raimondo Orsini del Balzo      |                                |  |  |       |  |  |                         |  |  |                         |  |
|                           |                               | Maria d'Enghien                | Giovanni d'Enghien             |  |  |       |  |  |                         |  |  |                         |  |
|                           |                               | Maria d'Enghien                | Giovanni d'Enghien             |  |  |       |  |  |                         |  |  |                         |  |
|                           |                               | Maria d'Enghien                | Sancia del Balzo               |  |  |       |  |  |                         |  |  |                         |  |
|                           |                               | Maria d'Enghien                |                                |  |  |       |  |  |                         |  |  |                         |  |